# الأتراك في الجزائر
الأتراك في الجزائر، وشهرتهم الأتراك-الجزائريون والترك الجزائريون،، هم أشخاص من عرقية تركية يشكلون جماعة أقلية في الجزائر. أثناء الحكم العثماني، دخل الأتراك الجزائر وسيطروا على الحياة السياسية في المنطقة؛ نتيجة لذلك، فقد تغيرت التركيبة العرقية في الجزائر بهجرة الأتراك من الأناضول وبالتطور التدريجي «للاوغليين» وهم أشخاص من عرقية تركية مختلطة ودم مغربي..... الصحيح عرقية انكشارية مختلطة مع نطف الواسطيات الجزائريات.. المغرب لم يختلط بالعثمانيين... 

## التاريخ

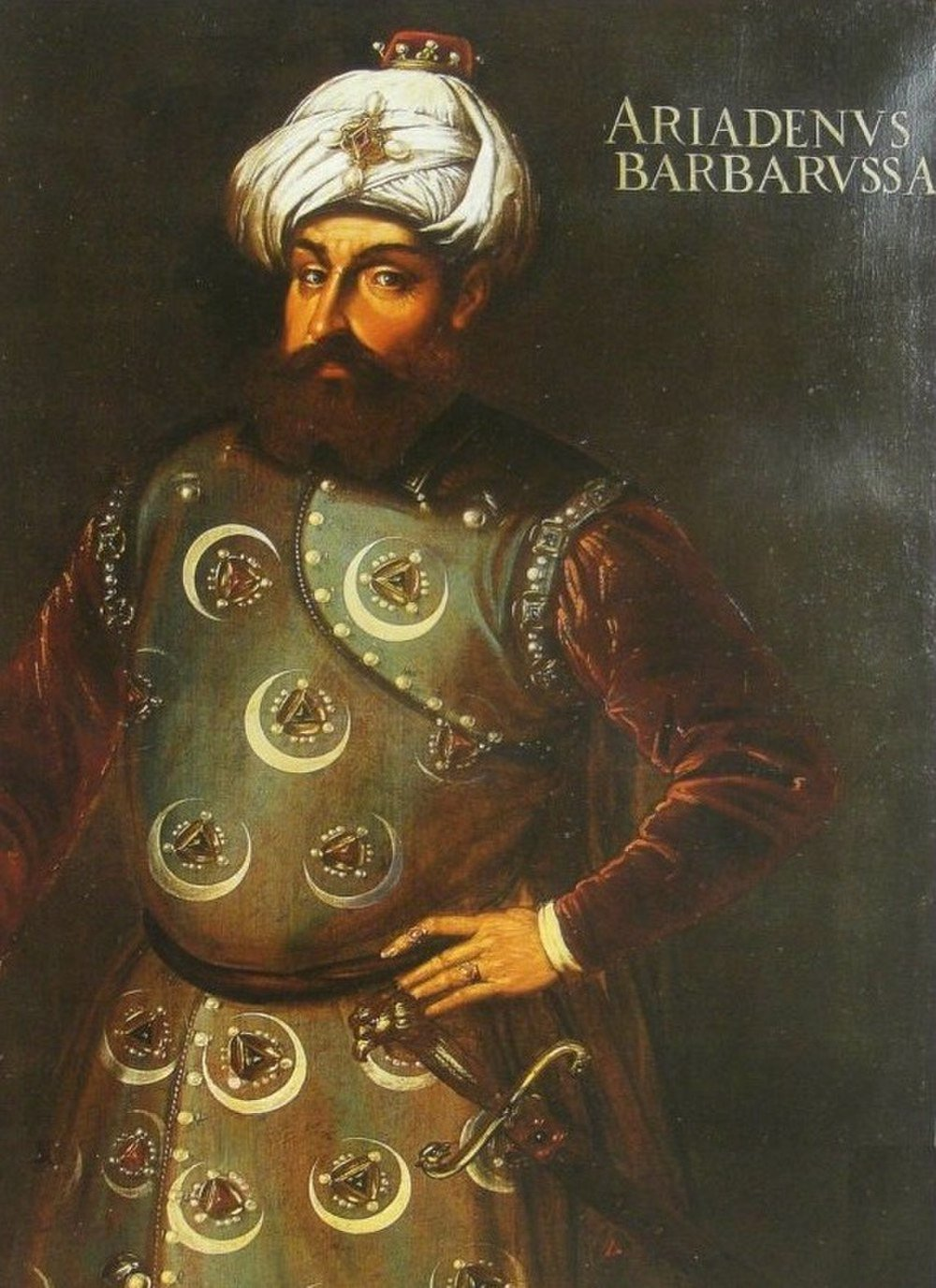
خير الدين برباروسا، أمير البحار العثماني، كان مؤسس إيالة الجزائر (الجزائر العثمانية).

يرتبط تأسيس الجزائر العثمانية ارتباطاً مباشراً بتأسيس الولايات العثمانية (باي‌لرباي‌ليك) في المغرب العربي في بداية القرن 16. في ذلك الوقت، ظهرت مخاوف بشأن سقوط مدينتهم في أيدي الإسپان، وطلب السكان الجزائريون النجدة من القراصنة العثمانيين. برئاسة عروج بربروس وشقيقه خير الدين برباروسا، استولوا على حكم المدينة وبدأوا في توسيع أراضيهم في المناطق المجاورة. السلطان سليم الأول (ح. 1512-20)ن وافق على تولي حيدر الدين حكم على المناطق المغربية كإيالة، ومنحه رتبة جنرال-حاكم (باي‌لرباي). بالإضافة إلى ذلك، أرسل السلطان 2٬000 من الانكشارية، برفقتهم حوالي 4٬000 متطوع إلى الإيالة العثمانية حديثة التأسيس في المغرب العربي، وكانت عاصمته مدينة الجزائر. هؤلاء المستعمرين، وخاصة القادمون من الأناضول، كان يطلقون على أنفسهم «يولداش» (تعني بالتركية «رفيق السلاح») وكان يطلقون على من يولد من أبنائهم من امرأة محلية «كول اوغلي»، ويعني هذا أن هؤلاء الأبناء من خدمة السلطان. بالمثل، للإشارة إلى شخص وُلد من أم محلية وأب تركي، كان يضاف «ابن التركي» (أو «كول اوغلو») إلى اسمه.

### تجنيد الصفوة العسكرية-الادارية
منذ تأسيسها، عملت النخبة العسكرية-الادارية على تجديد نفسها من خلال متطوعين من المناطق الغير عربية في الدولة العثمانية، وخاصة من الأناضول. ومن ثم، فالعرب المحليون المجندون لم يسمع بهم تقريباً في أثناء وبعد القرن الثامن عشر أو كانوا يحتفظون بشبكة دائمة من الضباط العرب المجندين في بعض الدن الأناضولية الساحلية وعلى بعض الجزر في بحر إيجة. سياسة التجنيد في ذلك الوقت كانت إحدى الوسائل المستخدمة لضمان بقاء النخبة التركية وكانت تمارس حتى سقوط الحكم العثماني عام 1830.

### التزاوج من النساء المحليات والكول اوغلي
أثناء القرن 18، مارست العسكرية سياسة مشددة على الزواج بين أفرادها والنساء المحليات. الجندي المتزوج يفقد حقه في الإقامة في إحدى الثكنات الثمانية في المدنية وحصته اليومية من الخبز. ويفقد كذلك حقه في شراء مجموعة متنوعة من المنتجات بأسعار مخفضة. وم ذلك، فقد ميزت هذه السياسة تمييزاً واضحاً بين حاملي الرتبات المختلفة: الرتبة العليا، الأكثر قبولاً للزواج بين حامليها. تأتي هذه السياسة كجزء من جهود النخبة العثمانية لتخليد العرق التركي وللحفاظ على تمييزه عن بقية السكان. علاوة على ذلك، فسياسة الزواج العسكرية، في وقت ما، كانت قد نشأت من مخاوف تزايد أعداد الكو اوغلي.
تشير كول اوغلي إلى الذكر الذي ينتسب للنخبة العثمانية ويتزوج من امرأة جزائرية محلية. ولصلاتهم بالسكان الجزائريين المحليين من جهة الأم، فولاء الكول اوغلي للنخبة العثمانية كان محل شك لمخاوف تتعلق باحتمال تحول ولائهم؛ ومن ثم يعتبرون خطر محتمل على النخبة. ومع ذلك، فإبن المرأة الغير محلية، والتي تعتب رهي نفسه «أجنبية» ضمن السكان المحليين، لا يمثل مثل هذا الخطر على النخبة العثمانية. لذلك، فالنخبة العثمانية الجزائرية كان لها سياسة واضحة تهدف إلى الحفاظ على شخصيتها كجماعة اجتماعية خاصة منفصل عن السكان المحليين. في إيالة تونس المجاورة، لم يكن هناك إصرار على تزكية العرق التركي الحاكم، وكان الكول اوغلي يصلون إلى مراكز مرموقة في الحكومة. إلا أن القوات الانكشارية كانت قد فقدت تفوقها في عهد الأسرة المرادية (ابن مراد باي عني باي)، ثم في عهد الأسرة الحسينية. تفسر الحالة التونسية جزئياً على أنها استمرار لسياسة تجنيد الانكشارية وتوضيح الرغبة بإبعاد الكول اوغلي عن المراكز الحقيقية للسلطة. ومع ذلك، فالكول اوغلي حاملي الرتب العالية كانوا يخدمون في اوكاك، في الجيش وفي الوظائف الدارية، ويحتلون مناصب كانت تعتبر أكبر من طموحاتهم، بالرغم من أنه لم يكن هناك كول اوغلي يحمل لقب داي في القرن الثامن عشر، ويبدو أن هذا هو الاستثناء الوحيد.

## الديمغرافيا

### التعداد
حسب السفارة التركية في الجزائر هناك ما بين 600٬000-700٬000 شخص من أصل تركي يعيش في الجزائر، إلا أنه، حسب السفارة الفرنسية فعدد الأتراك في الجزائر حوالي مليوني شخص. عام 1953، اقترح صبري حمزتلي بأن الأشخاص من أصول تركية يمثلون 25% من إجمالي السكان بالجزائر. ومع ذلك، ففي تقرير أكثر دقة صدر عن جماعة اكسفورد للأعمال عام 2008، أن الأشخاص ذوي الأصول التركية يشكلون أكثر من 5%من إجمالي سكان الجزائر؛ تبعاً لهذا التقرير، في عام 2006، كان عدد سكان الجزائر 34.8 مليون نسمة مما يجعل الأغلبية التركية تشكل حوالي 1٬740٬000 نسمة. في مقال بصحيفة زمان نشر في 2007 أن الأتراك يشكلون 10% من إجمالي سكان تركية والبالغ عددهم 33.3 مليون نسمة، أي 3٬300٬000 شخص من أصل تركي. في 2012، قدر المكتب الوطني الجزائري للإحصاء أن العدد الإجمالي لسكان البلاد 37.1 مليون نسمة.

### مناطق التواجد
تعيش الأقلية التركية في المدن الكبيرة، وتقليدياً كان لهم تواجد ملحوظ، وكانوا يعيشون بجانب المور الأصليون، ويمثلون جزء بارز من سكان تلمسان. نظراً للحكم التركي الذي امتد لفترات طويلة، يقيم الأتراك الجزائريون في المدن التركية القديمة، مثل القصبة، في الجزائر العاصمة. وتعيش أعداد لا بأس بها منهم في مدن مثل بسكرة، برج زمورة، في منطقة القبائل، واد الزيتون والمدية

## المنظمات والاتحادات
- رابطة الأتراك الجزائريين (Association des Turcs algériens)

## مشاهير الشخصيات
- إيزابل أدجاني، ممثلة[20][21]
- محيي الدين بشطارزي، ممثل ومغني[22]
- محمد بن أبي شنب، كاتب[23]
- أحمد باي بن محمد الشريف، آخر بايات قسنطينة[24]
- محمد حسين، شاعر[25]
- مصالي الحاج، سياسي[26][27]
- سالم هلالي، مغني[28]
- حمدان خوجة، باحث وتاجر[29]
- محمد راسم، فنان[30]
- أحمد توفيق المدني، سياسي[31]
- عمر راسم، فنان وكاتب[30]
- بنيامين ستمبولي، لاعب كرة قدم
- هنري ستمبولي، لاعب كرة قدم
- مصطفى اسطمبولي، سياسي
- محمد عثمان باشا